# Where the Crawdads Sing
Where the Crawdads Sing (bra: Um Lugar Bem Longe Daqui; prt: A Rapariga Selvagem) é um filme estadunidense de 2022, do gênero drama, dirigido por Olivia Newman, e estrelado por Daisy Edgar-Jones, Taylor John Smith, Harris Dickinson, Michael Hyatt, Sterling Macer, Jr. e David Strathairn.  O roteiro de Lucy Alibar foi baseado no romance homônimo de 2018, de Delia Owens.
"Where the Crawdads Sing" foi lançado nos Estados Unidos em 15 de julho de 2022, pela Sony Pictures Releasing, e recebeu críticas mistas, que elogiaram a atuação de Edgar-Jones e a fotografia, mas acharam o tom geral do filme incoerente. A recepção do público foi mais positiva e o filme se tornou um sucesso de bilheteria, arrecadando US$ 144 milhões mundialmente com um orçamento de US$ 24 milhões.

## Sinopse
Kya (Daisy Edgar-Jones) é uma garota abandonada, que teve que se criar sozinha no brejo da Carolina do Norte. Por anos, rumores da "Menina do Brejo" assombraram Barkley Cove, isolando a afiada e inteligente Kya de sua comunidade. Atraída por dois jovens na cidade, Kya se abre para um mundo novo e estimulante, mas quando um deles é encontrado morto, ela é imediatamente considerada a principal suspeita. Conforme o caso vai se desdobrando, a verdade sobre o que aconteceu se torna cada vez mais nebulosa, ameaçando revelar os muitos segredos que existem no brejo.

## Elenco
- Daisy Edgar-Jones como Catherine "Kya" Clarke
  - Jojo Regina como Catherine "Kya" Clarke (jovem)
- Taylor John Smith como Tate Walker
  - Luke David Blumm como Tate Walker (jovem)
- Harris Dickinson como Chase Andrews
- Michael Hyatt como Mabel
- Sterling Macer Jr. como Jumpin
- David Strathairn como Tom Milton
- Jayson Warner Smith como Deputado Joe Purdue
- Garret Dillahunt como Pa
- Ahna O'Reilly como Ma
- Eric Ladin como Eric Chastain

## Produção
Em 25 de janeiro de 2021, foi anunciado que Taylor John Smith e Harris Dickinson se juntariam a Daisy Edgar-Jones em uma adaptação cinematográfica produzida pela Hello Sunshine e a 3000 Pictures para a Sony Pictures, baseada no romance best-seller de Delia Owens, "Where the Crawdads Sing". O filme seria dirigido por Olivia Newman a partir de um roteiro escrito por Lucy Alibar. Em março de 2021, David Strathairn e Jayson Warner Smith se juntaram ao elenco do filme. Em abril de 2021, Garret Dillahunt, Michael Hyatt, Ahna O'Reilly, Sterling Macer Jr. e Jojo Regina se juntaram ao elenco. Em junho de 2021, Eric Ladin se juntou ao elenco do filme.

### Filmagens
As filmagens ocorreram de 30 de março a 28 de junho de 2021, em Nova Orleães e Houma, Louisiana.

### Trilha sonora
A trilha sonora do filme foi composta por Mychael Danna.

## Marketing
A cantora e compositora americana Taylor Swift, que escreveu e cantou a música original "Carolina" para o filme, disse que "fiquei absolutamente perdida [no livro] quando o li anos atrás" e "queria criar algo assombroso e etéreo" quando o trailer promocional do filme foi lançado pela primeira vez.

## Lançamento
"Where the Crawdads Sing" foi lançado em 15 de julho de 2022 nos Estados Unidos, pela Sony Pictures Releasing. Anteriormente, estava agendado para 24 de junho de 2022 e 22 de julho de 2022.
Em Portugal, o filme foi lançado em 14 de julho de 2022 e, no Brasil, em 11 de agosto de 2022.